# Zala, Železniki
Zala je naselje v Občini Železniki.